# Клементе Родрігес
Клементе Родрігес (ісп. Clemente Rodríguez, нар. 31 липня 1981, Буенос-Айрес) — аргентинський футболіст, захисник клубу «Колон».
Насамперед відомий виступами за «Боку Хуніорс», з якою став триразовим чемпіоном Аргентини, чотириразовим володарес Кубка Лібертадорес, дворазовим володарем Міжконтинентального кубка та переможцем національного кубка. Також виступав за національну збірну Аргентини, разом з якою був учасником ЧС-2010.

## Клубна кар'єра
Народився 31 липня 1981 року в Буенос-Айресі. Вихованець футбольної школи клубу «Лос Андес».
У дорослому футболі дебютував 2000 року виступами за «Боку Хуніорс», в якій провів чотири роки, взявши участь у 95 матчах чемпіонату. Більшість часу, проведеного у складі «Бока Хуніорс», був основним гравцем захисту команди. За цей час двічі виборов титул чемпіона Аргентини, також двічі ставав володарем Кубка Лібертадорес та Міжконтинентального кубка.

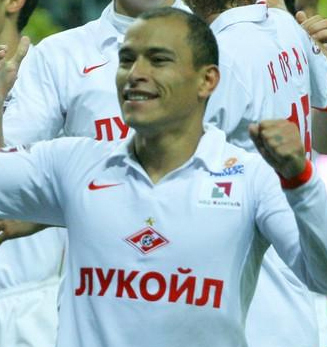
Клементе Родрігес під час виступів за «Спартак». 2008 рік.

Влітку 2004 року перейшов в московський «Спартак» за 4 млн євро. З 2007 року грав на правах оренди за рідну «Боку», а потім іспанський «Еспаньйол», після чого повернувся у «Спартак» (Москва), де ще сезон пограв, після чого був проданий в аргентинський «Естудьянтес», у складі якого знову став володарем Кубка Лібертадорес.
До складу клубу «Бока Хуніорс» приєднався в серпні 2010 року і за три сезони встиг відіграти за команду з Буенос-Айреса 73 матчі в національному чемпіонаті.
З червня 2013 року перебував у бразильському «Сан-Паулу», проте на поле майже не виходив, тому в червні 2015 року повернувся на батьківщину, ставши гравцем «Колона». Відтоді встиг відіграти за команду із Санта-Фе 27 матчів в національному чемпіонаті.

## Виступи за збірну
2003 року дебютував в офіційних матчах у складі національної збірної Аргентини.
2004 року у складі Аргентини U-23 був учасником Олімпійських ігор в Афінах, на яких разом із збірною здобув золоті медалі.
У складі збірної був учасником розіграшу Кубка Америки 2004 року у Перу, де разом з командою здобув «срібло», та чемпіонату світу 2010 року у ПАР.
Всього провів у формі головної команди країни 20 матчів, забивши 1 гол.

## Титули і досягнення
- Чемпіон Аргентини (3):

«Бока Хуніорс»: Апертура 2000, Апертура 2003, Апертура 2011
- Володар Кубка Аргентини (1):

«Бока Хуніорс»: 2011–12
- Володар Кубка Лібертадорес (4):

«Бока Хуніорс»: 2001, 2003, 2007
«Естудьянтес»: 2009
- Володар Міжконтинентального кубка (2):

«Бока Хуніорс»: 2000, 2003
- Олімпійський чемпіон (1): 2004
- Срібний призер Кубка Америки: 2004